# Die Lüge der Freiheit
Die Lüge der Freiheit ist das fünfte Soloalbum des deutschen Rapper D-Bo. Es erschien am 19. Juni 2009 über sein Label Wolfpack Entertainment.

## Titelliste
1. Nachts?
2. …..Grauen! (Skit)
3. Morgens?
4. …..Anruf! (Skit)
5. Timo?
6. …..Fitness! (Skit)
7. Gerüchte? (feat. Chakuza & Nyze)
8. …..Taxi! (Skit)
9. Kuss? (feat. Emine Bahar)
10. …..Verspätung! (Skit)
11. Deswegen?
12. …..Therapie! (Skit)
13. Fliegen? (feat. Emine Bahar)
14. …..Freund! (Skit)
15. Wolfpack?
16. …..Sprechanlage! (Skit)
17. Luft? (feat. Nazar & RAF Camora)
18. …..Treppenhaus! (Skit)
19. Sehnsucht?
20. …..Zufall! (Skit)
21. Diskothek? (feat. Pireli)
22. …..Parkplatz! (Skit)
23. Frust?
24. …..Mailbox! (Skit)
25. Sorry?
26. …..Haltestelle! (Skit)
27. Alles easy?
28. …..Stress! (Skit)
29. Scheiß drauf? (feat. Summer Cem, Bizzy Montana & Sonnik Boom)
30. …..Vision! (Skit)
31. Illusion?
32. …..Haustür! (Skit)
33. Freiheit? (feat. RAF Camora)
34. …..frage! (Skit)
35. Lüge!!!

## Hintergrund
Die Lüge der Freiheit war D-Bos erstes Album nach seiner Zeit beim Hip-Hop-Label ersguterjunge. Es wurde am 20. Juni (einen Tag nach der CD-Veröffentlichung) kostenlos im MP3-Format auf D-Bos Wolfpack-Entertainment-Website veröffentlicht. Der Download beschränkte sich auf mehrere Wochen.
Die Skits erzählen eine Geschichte. In den Skits sind außerdem andere Personen zu hören, die nicht als Feature vertreten sind. In einigen Songs werden die Rapper Bass Sultan Hengzt und Curse negativ erwähnt.

## Produktion
Die Produktionen an dem Album übernahm D-Bo bis auf einige Songs. So waren neben ihm auch RAF Camora, Beatlefield, OCBeats, Microphono und Max Mostley an der Produktion beteiligt. Die Skits stammen alle von RAF Camora und D-Bo.

## Charts
D-Bo stieg mit seinem Album am 6. Juli 2009 auf Platz 89 der deutschen Charts ein. Danach stieg das Album wieder aus den Top 100 aus.